# Fairchild Group
Fairchild Group is mediamaatschappij in Canada. Het bestaat sinds 1983 en zendt uit in het Chinees: 80% Standaardkantonees en 20% Standaardmandarijn.

## Televisie
Fairchild Group heeft drie televisiezenders:
- Fairchild TV Calgary
- Fairchild TV Toronto
- Fairchild TV Vancouver

Alle drie zenders zenden uit in Standaardkantonees. De zender in Toronto zendt ook uit in Standaarmandarijn.
Sinds april 2009 heeft het ook twee digitale tv-kanalen:
- Fairchild TV II
- Talentvision II

### Radio
Fairchild Group heeft drie multiculturele radiostations en deelt programma's die op andere zenders (zoals AM1540) worden uitgezonden. Alle zenders zenden uit in Standaardkantonees en Standaardmandarijn.
- Fairchild Radio Calgary
- Fairchild Radio Toronto
- Fairchild Radio Vancouver